# جنیفر پنیا
جنیفر پنیا (انگلیسی: Jennifer Peña؛ زادهٔ ۱۷ سپتامبر ۱۹۸۳) یک موسیقی‌دان اهل ایالات متحده آمریکا است. وی از سال ۱۹۹۵ میلادی تاکنون مشغول فعالیت بوده‌است.